# أدب الحدائق

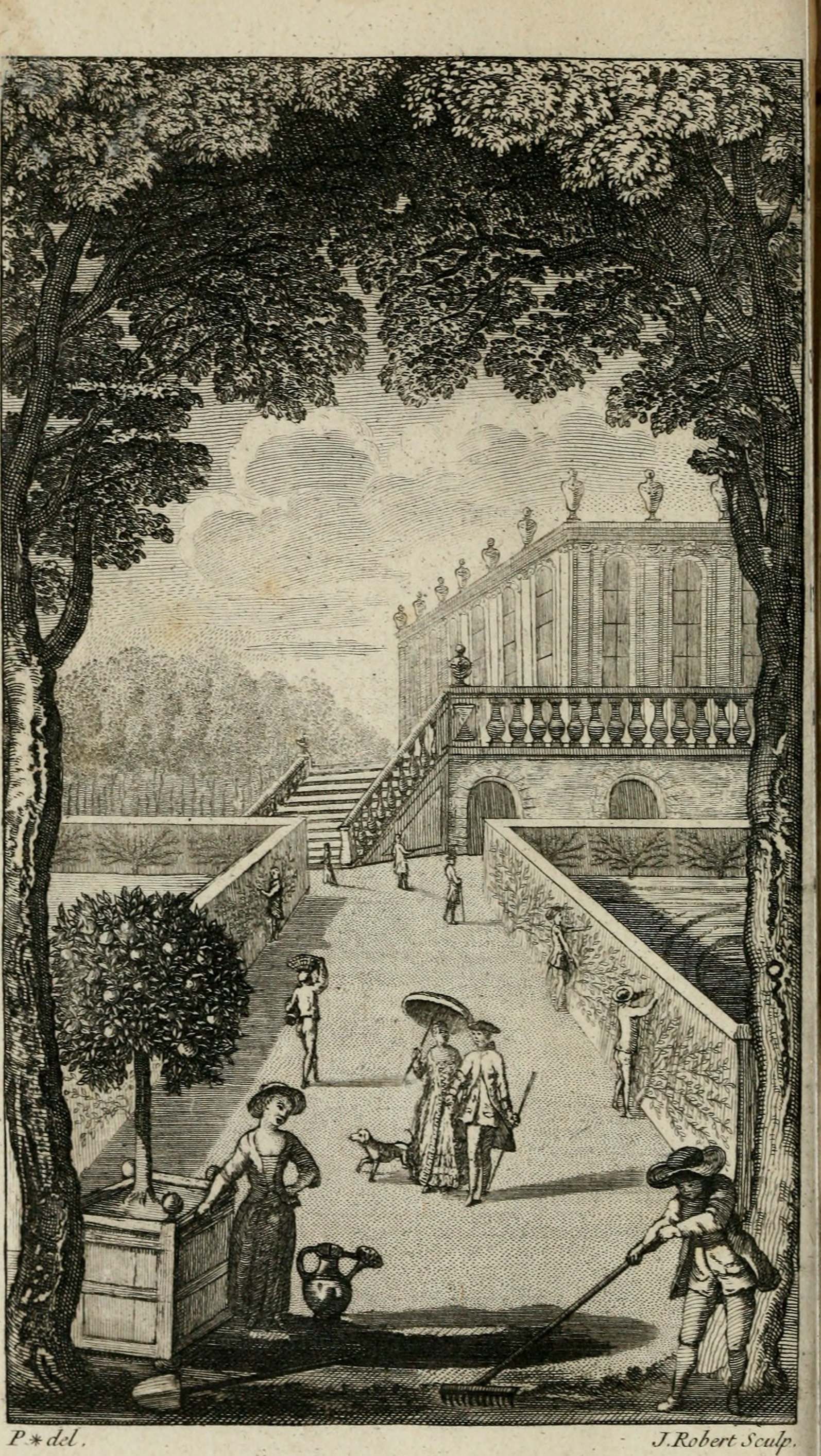
نقش من طبعة 1774 من نظرية وممارسة البستنة، وهي رسالة عن البستنة كتبها أنطوان جوزيف ديزالير دي آرجنفيل.

تأخذ الكتابة عن الحدائق مجموعة متنوعة من الأشكال الأدبية، بدءًا من الكتيبات الإرشادية حول البستنة وتصميم الحدائق، إلى المقالات عن البستنة، إلى الروايات. تم نشر كتابات الحدائق باللغة الإنجليزية منذ القرن السادس عشر على الأقل.

## تصنيف
تقترح الباحثة أتكينسون تقسيمًا من جزأين لكتابة الحدائق، على الأقل في القرن التاسع عشر. من ناحية أخرى لاحظت أن بعض كتّاب الحدائق أنتجوا أدلة نفعية حول صيانة الحدائق والبستنة. من ناحية أخرى تضمنت كتابة الحدائق أيضًا أعمالًا ذات مستوى عالٍ عن «ملذات جماليات المناظر الطبيعية».

## التاريخ المبكر
يعود تاريخ الكتابة المنشورة عن الحدائق باللغة الإنجليزية إلى منتصف القرن السادس عشر على الأقل. نُشرت النسخة الأولى من قصيدة توماس توسر «خمسمائة نقطة لتربية جيدة» عام 1557. في فرنسا نشرأنطوان جوزيف ديزالير دي آرجنفيل نظرية وممارسة البستنة في عام 1709. تمت ترجمته إلى الإنجليزية بحلول عام 1728.

## القرن الـ19
شهد العصر الفيكتوري في المملكة المتحدة تغييرات كبيرة في ممارسات البستنة، حيث تم تغذيتها بالتقنيات الجديدة مثل اختراع جزازة العشب وواردات النباتات الغريبة من أقاصي الإمبراطورية البريطانية.  نمت كتابة الحدائق لا سيما في المجلات في الصدارة جنبًا إلى جنب مع هذه التطورات، مدفوعة جزئية بعمال البستانيين من الطبقة الوسطى في تطوير الضواحي الحريصين على الاستفادة من أراضيهم.
في بريطانيا نشرت المصممة والباحثة جيرترود جيكل على نطاق واسع عن البستنة. عملت جين سي. لودون وزوجها جون كلوديوس لودون، وكلاهما من علماء النبات على عدد من الرسائل المتعلقة بالبستنة، بما في ذلك العديد من الموسوعات حول هذا الموضوع.

## القرن الـ20 والـ21
في أوائل القرن العشرين في أمريكا، ظهرت كتابات الحدائق التي تستهدف هواة الحدائق كثيرًا في الصحافة الشعبية خلال ما يسميه كلايتون «العصر الذهبي للمجلات». نشرت جامايكا كينكيد وهي روائية وبستانية، عددًا من الأعمال في الحدائق، حيث تستخدمها كعدسة لاستكشاف مواضيع متنوعة بما في ذلك الاستعمار مع تقديم المشورة والتعليمات حول إدارة الحدائق.

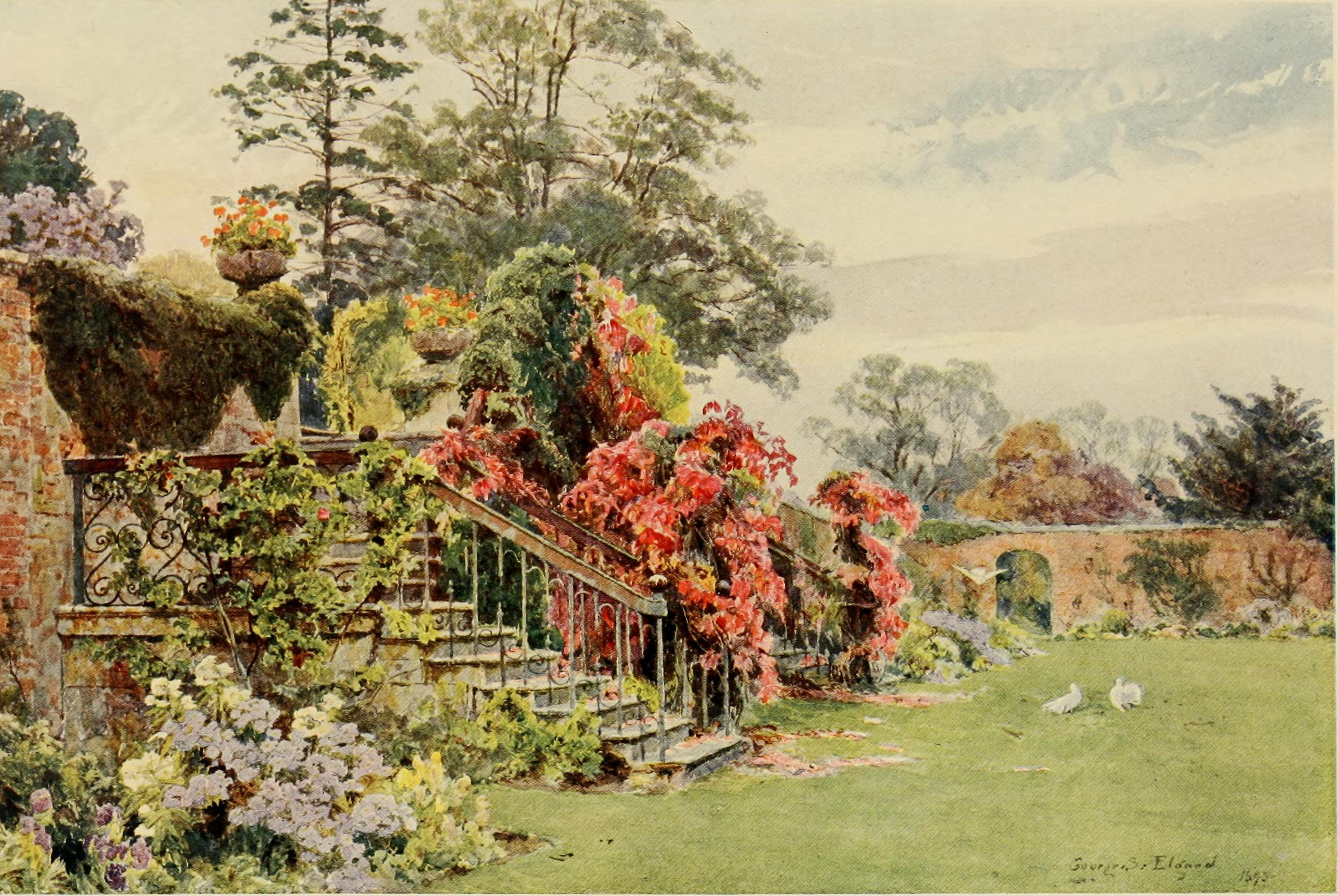
لوحة ملونة من بعض الحدائق الإنجليزية (1904) لجيرترود جيكل.